# Hypsicera incarinata
Hypsicera incarinata là một loài tò vò trong họ Ichneumonidae.